# Zwiniacz
Zwiniacz (ukr. Звиняч, Zwyniacz) – wieś na Ukrainie, w  rejonie czortkowskim obwodu tarnopolskiego, w hromadzie Białobożnica leżąca nieopodal rzeki Seret w czworoboku pomiędzy Czortkowem, Buczaczem, Trembowlą a Kopyczyńcami.
Do 1939 (wybuch II wojny światowej) w granicach II Rzeczypospolitej (formalnie do 1945). Po II wojnie światowej obszar ten znalazł się w ZSRR.

## Historia i opis

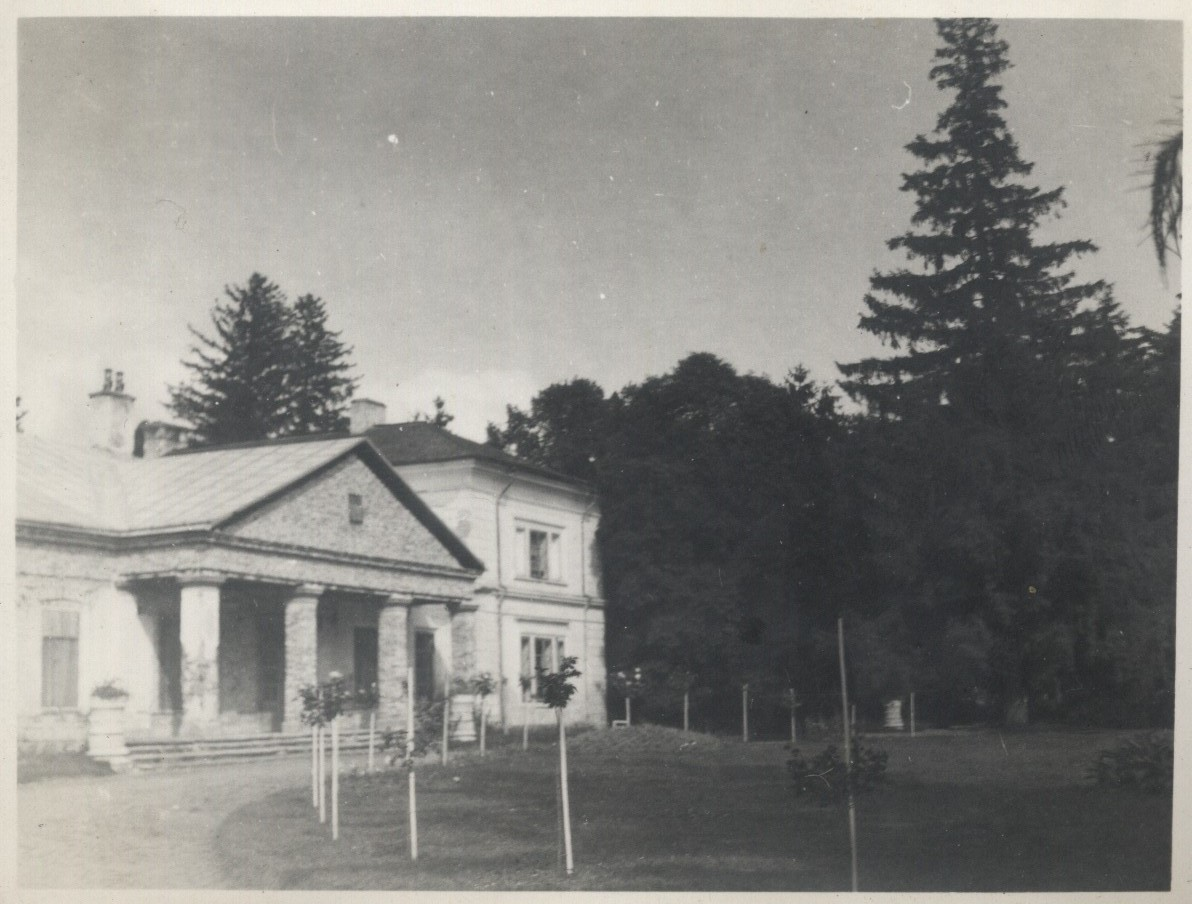
Dwór Mysłowskich w Zwiniaczu, zdjęcie zrobiono 1930 r.

23 sierpnia 1422 Władysław Jagiełło nadał Mykicie Swininiczowi z Mikuliniec wsie: Zwiniacz, Skomorosze i Kosów w powiecie trembowelskim.
Od około 1700 r. do aneksji przez ZSRR w 1945 r. Zwiniacz stanowił dziedzictwo rodu Mysłowskich.  
W II Rzeczypospolitej miejscowość w powiecie czortkowskim województwa tarnopolskiego.
W latach 1943–1945 nacjonaliści ukraińscy z OUN-UPA zamordowali tutaj 11 Polaków.

## Urodzeni w Zwiniaczu
- Józef Drelichowski ps. „Hen”, „Czartoryski” – porucznik piechoty Cesarskiej i Królewskiej Armii, kapitan Wojska Polskiego, członek Narodowej Organizacji Wojskowej, Armii Krajowej i Narodowego Zjednoczenia Wojskowego.
- Mychajło Hałuszczynski - ukraiński polityk i działacz oświatowy okresu Austro-Węgier i II Rzeczypospolitej. Wicemarszałek Senatu RP 1928-1930, poseł na Sejm RP III kadencji

## Ludzie związani ze Zwiniaczem
- Antoni Mysłowski 1802 -1872 – dziedzic Koropca z przyległościami, autor książki „Uwagi Antoniego Mysłowskiego nad handlem zbożowym z Galicii do Odessy i nad zaprowadzeniem żeglugi parowéj na Dniestrze, teraz od Koropca, a po zregulowaniu wyższéj części téj rzeki, od wsi Rozwadowa aż do Odessy” – 1844
- Zenon Waśniewski,1891 - 1945-poeta, malarz -  wakacje zazwyczaj spędzał w Zwiniaczu, gdzie mieszkała rodzina jego żony. Często malował tam w plenerze, dlatego na jego obrazach nieraz pojawiają się widoki z otoczenia tamtejszego dworku[4].